# Chionaema stressemanni
Chionaema stressemanni là một loài bướm đêm thuộc phân họ Arctiinae, họ Erebidae.